# شيخ سنديان تحتاني
شيخ سنديان تحتاني قرية سورية تتبع ناحية بداما في منطقة جسر الشغور في محافظة إدلب. بلغ عدد سكانها 687 نسمة في عام 2004 حسب إحصاء المكتب المركزي للإحصاء.